# Serasker
Serasker, ou seraskier (em turco otomano: سرعسكر; era um título anteriormente usado pelo Império Otomano para os vizires que comandavam um exército.
Após a supressão dos janízaros em 1826, o sultão Mahmud II transferiu as funções da antiga Agha para o serasker. Este último tornou-se um cargo distinto à frente das forças armadas otomanas, combinando as funções de comandante em chefe e ministro de guerra.  Ele também assumiu os antigos deveres do janissário Agha em relação à manutenção da ordem em Istambul. De fato, à medida que o sistema policial se desenvolvia e se expandia com a progressiva centralização do império, tornou-se um dos principais deveres do serasker até 1845, quando se tornou uma agência separada. 
A sede do serasker e seu departamento (bab-i seraskeri, ou serasker kapısı - "Portão do serasker") o Seraskierato, ou Ministério da Guerra, tinha praça e torre. Da torre se ida avistar o bazar com suas mercadorias orientais e ocidentais, pequenas lojas e seus comerciantes armênios, gregos e turcos e a pra foi onde dera-se recentemente o enforcamento de Çerkes Hasan,  pelo assassinato de dois ministros  o Grão-Vizir Hüseyin Avni Pasha  (1820-1876)  e Mehmed Rashid Pasha, (1825-1876) ministro das Relações Exteriores.  A sede do Seraskierato ficava inicialmente em Eski Saray, mas foi transferida para prédios dedicados em 1865. Em 1879, o escritório foi renomeado para Ministério da Guerra (Harbiye Nezareti) até 1890, quando voltou ao seu nome antigo; finalmente foi renomeado novamente para Ministério da Guerra em 1908. 
À época do sultão Abdulamide II (1876-1909), que era um verdadeiro um mecenas da arte e da cultura, um tradutor, compositor e aficionado por óperas, fundador do Humayun Mızıka-I, e da Casa de Ópera do Palácio de Yıldız, o poder do Serasker começou a decair. Assim mesmo na Selamlik, e em outros eventos e ocasiões especiais e comemorações, este chefe militar (ministro da guerra) se fazia presente entre diversas autoridades, tais como o xeque, Abdullah Quilliam (Sheikh-ul-Islam) (chefe da igreja), o Serdar-i Ekrem,  o Grão-vizir, Mehmed Said Pasha (chefe do governo), o marechal do palácio, personalidades outras e os  batalhões dos bombeiros, dos caçadores, o de guardas cívicas, etc. 

## Chefesseraskiernotáveis
- Koca Hüsrev Mehmed Pasha
- Mehmed Namık Pasha[6]
- Pargalı Ibrahim Pasha
- Damat Rüstem Pasha
- Mehmed Riza Pasha